# Iwan Rosły
Iwan Pawłowicz Rosły (ros. Иван Павлович Рослый, ur. 26 maja?/8 czerwca 1902 w Pietrowej Budzie w guberni czernihowskiej, zm. 15 października 1980 w Moskwie) – radziecki generał porucznik, Bohater Związku Radzieckiego (1940).

## Życiorys
Po ukończeniu szkoły pracował jako zastępca przewodniczącego rady wiejskiej, sekretarz komsomolskiej organizacji kołchozu i kierownik czytelni. Od 1924 służył w Armii Czerwonej, był żołnierzem batalionu konwojowego w Ukraińskim Okręgu Wojskowym, od 1925 należał do WKP(b), w listopadzie 1925 został politrukiem kompanii 151 pułku piechoty. W 1929 skończył kursy politruków przy szkole piechoty w Kijowie, od grudnia 1933 służył na Dalekim Wschodzie jako szef sztabu 105 Dywizji Piechoty w Samodzielnej Dalekowschodniej Armii Czerwonego Sztandaru, od sierpnia 1936 dowodził batalionem 93 pułku piechoty 32 Dywizji Piechoty, w 1937 ukończył kursy „Wystrieł”. Od jesieni 1937 studiował w Akademii Wojskowej im. Frunzego, we wrześniu 1939 uczestniczył w ataku ZSRR na Polskę, a od końca grudnia 1939 do marca 1940 w wojnie z Finlandią, gdzie 11 lutego 1940 dowodzony przez niego 245 pułk piechoty 123 Dywizji Piechoty 7 Armii Frontu Północno-Zachodniego przełamał obronę Finów. W 1940 ukończył akademię i został dowódcą 4 Dywizji Piechoty Zakaukaskiego Okręgu Wojskowego, od września 1941 brał udział w wojnie z Niemcami, m.in. w Donbasie i później nad Donem i Kubaniem i na Kaukazie, we wrześniu 1942 został dowódcą 11 Korpusu Piechoty Gwardii 9 Armii Północnej Grupy Wojsk Frontu Zakaukaskiego, a w grudniu 1942 zastępcą dowódcy wojsk 58 Armii Frontu Zakaukaskiego. Od 25 stycznia do 10 lutego 1943 dowodził 46 Armią Frontu Zakaukaskiego i Północno-Kaukaskiego, od maja do lipca 1943 ponownie był zastępcą dowódcy 58 Armii, a następnie do końca wojny dowódcą 9 Korpusu Piechoty Frontu Północno-Kaukaskiego/1 Białoruskiego/3 Białoruskiego. Na czele korpusu brał udział w operacji noworosyjsko-tamańskiej, białoruskiej, wschodniopruskiej, berlińskiej i praskiej.
1 maja 1945 dowodzony przez niego 9 Korpus Piechoty zdobył gmach będący siedzibą Kancelarii Rzeszy, a czerwoną flagę na gmachu zatknęła mjr Anna Nikulina z tegoż korpusu. 24 czerwca 1945 brał udział w Paradzie Zwycięstwa w Moskwie. 13 maja 1942 otrzymał rangę generała majora, a 20 kwietnia 1945 generała porucznika. Po wojnie, 1945-1947 był pomocnikiem dowódcy 11 Armii Gwardii w Nadbałtyckim Okręgu Wojskowym, w 1948 ukończył wyższe kursy akademickie przy Wyższej Akademii Wojskowej im. Woroszyłowa, od sierpnia 1948 do maja 1957 dowodził 16 Korpusem Piechoty Gwardii, a następnie I zastępcą dowódcy wojsk Karpackiego Okręgu Wojskowego, w 1961 zakończył służbę wojskową. Otrzymał honorowe obywatelstwo Władykaukazu. Jego imieniem nazwano ulicę w Krasnodarze.

## Odznaczenia
- Złota Gwiazda Bohatera Związku Radzieckiego (21 marca 1940)
- Order Lenina (trzykrotnie)
- Order Czerwonego Sztandaru (czterokrotnie, m.in. 13 grudnia 1942 i 3 listopada 1944)
- Order Suworowa II klasy (19 marca 1944)
- Order Kutuzowa II klasy (17 września 1943)
- Order Bohdana Chmielnickiego II klasy (13 września 1944)
- Medal „Za obronę Kaukazu”
- Medal „Za zwycięstwo nad Niemcami w Wielkiej Wojnie Ojczyźnianej 1941–1945”
- Medal „Za wyzwolenie Warszawy”
- Medal „Za wyzwolenie Belgradu”
- Medal „Za zdobycie Berlina”
- Medal „Weteran Sił Zbrojnych ZSRR”
- Order Tudora Vladimirescu (Rumunia)
- Medal za Odrę, Nysę, Bałtyk (Polska Ludowa)